# Narodowy Teatr Akademicki im. Janki Kupały
Narodowy Akademicki Teatr im. Janki Kupały (biał. Нацыянальны акадэмічны тэатр імя Янкі Купалы, Nacyjanalny akademiczny teatr imia Janki Kupały) – najstarszy teatr państwowy na Białorusi.

## Historia
Placówka pod nazwą Białoruski Teatr Państwowy (Беларускім дзяржаўны тэатр) została otwarta 14 września 1920 roku. W 1944 roku teatr otrzymał obecną nazwę na cześć poety Janka Kupały.

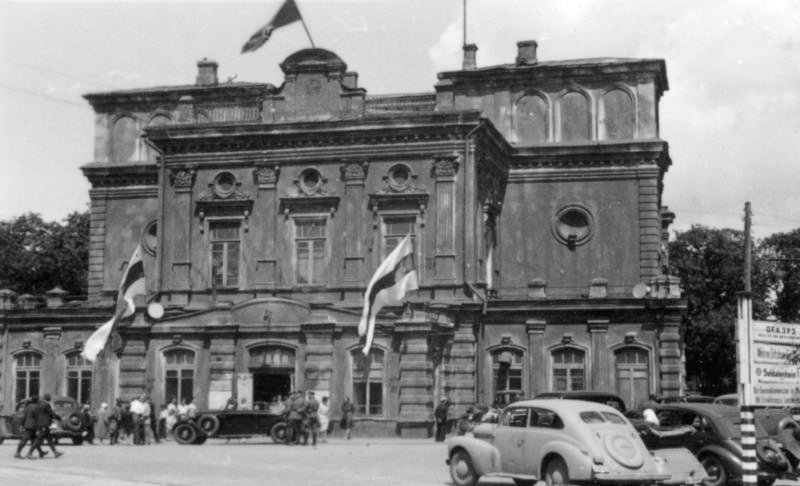
Teatr w czasie hitlerowskiej okupacji Białorusi, czerwiec 1943.

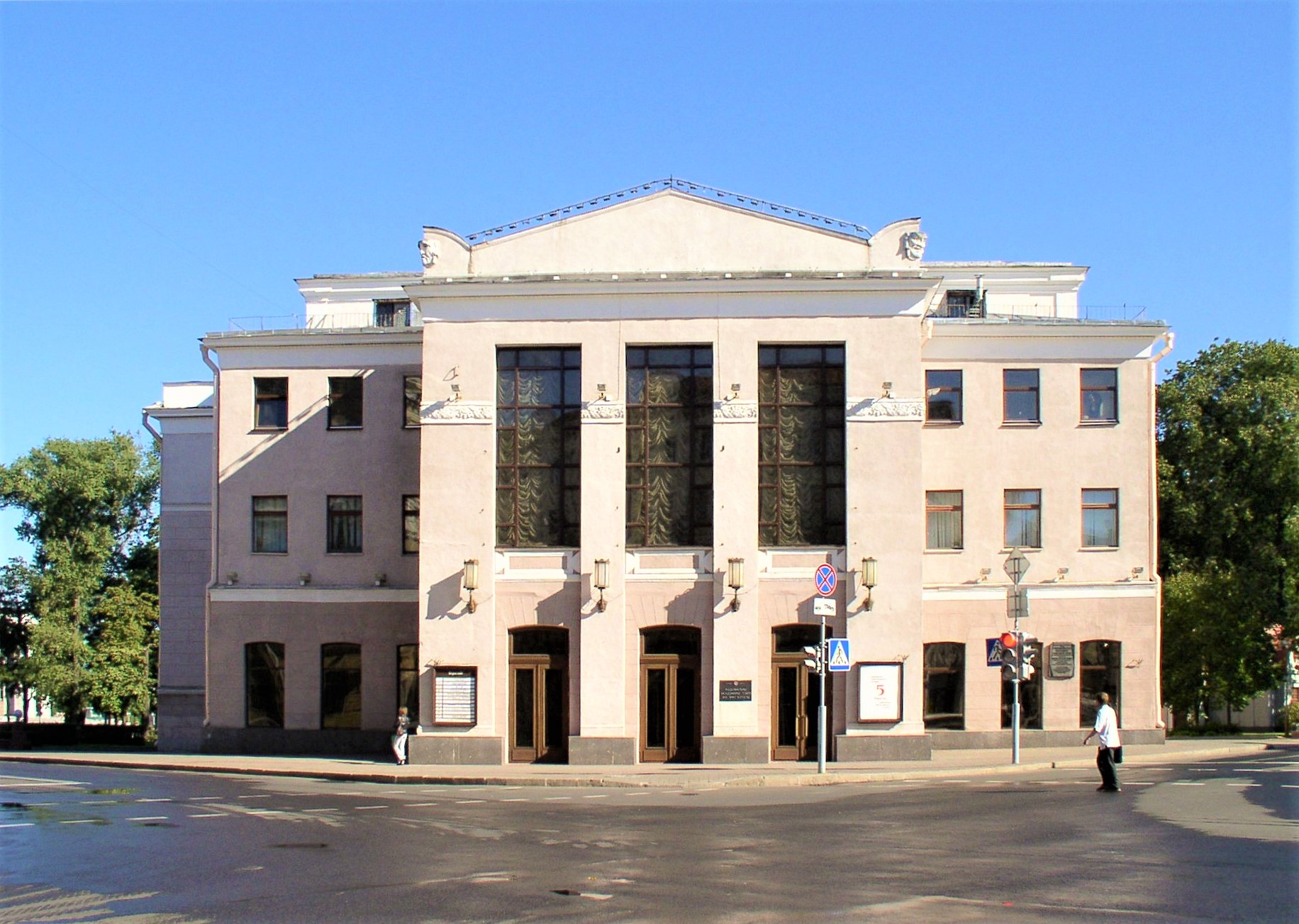
Budynek Teatru przed rekonstrukcją w latach 2011-2013

## Budynek
Teatr umieszczono w budynku mińskiego Teatru Miejskiego (Minski Haradski teatr) zbudowanym przez Karola Kozłowskiego i Konstantina Uwiedeńskiego w 1890 roku ze składek mińszczan na rogu ówczesnych ulic Podgórnej (Padhornej) i Pietropawłowskiej (Pietrapaułouskiej). Budynek przylegał do mińskiego Parku Aleksandryjskiego. Od 5 do 17 grudnia 1917 w gmachu odbywał się Pierwszy Kongres Wszechbiałoruski (Першы Усебеларускі з'езд), a w nocy z 2 na 3 lutego 1919 uchwalono tu pierwszą konstytucję BSRR.